# Шаймарданов Асхат Ахметович
Асхат Ахметович Шаймарданов (нар. 20 березня 1951, станція Тюлькубас, Чимкентська область, Казахська РСР) — майстер спорту СРСР з важкої атлетики, Заслужений тренер України з важкої атлетики.

## Освіта
- Ташкентський інститут інженерів залізничного транспорту, економічний факультет (1973 р.)
- Харківська державна академія фізичного виховання та спорту (2010 р.).

## Спортивні досягнення
Срібний призер Центральної Ради «Локомотив».

## Тренерська діяльність
- З 1979 року займається тренерською діяльністю. Працював в Харківській обласній організації ФСТ «Динамо» України, тренував молодь в школі вищої спортивної майстерності.
- З 2016 року проживає в Хмельницькому, тренер з важкої атлетики ДЮСШ «Динамо».

### Вихованці
Найтитулованіші вихованці
- учасниці Олімпійських ігор Вікторія Шаймарданова і Ванда Масловська[2]
- чемпіон СРСР та призер чемпіонатів Європи Альберт Насібулін

### Нагороди та відзнаки
- Заслужений тренер України (1993 р.)
- «Відмінник освіти України» (1998)
- «Почесний динамівець України» (2004)
- Почесна відзнака федерації важкої атлетики України (2011 р.)[3]